# 康寧堂
康寧堂是香港大學的第一個，亦是唯一的男生非住宿舍堂。現址位於方樹泉文娛中心一樓。

## 歷史
香港大學過去要求全部本科生必須參與任一舍堂，為照顧因不同原因而不居住在宿舍的學生，非住宿堂因此成立。康寧堂在1952年9月24日舉行成立大會，最初名稱僅為 Men's Non-residential Hall ，後為紀念香港大學第三任校長康寧而命名為康寧堂。
1953年康寧堂正式成立，最初堂址是位於香港大學本部大樓地下 。
最初康寧堂只有英文名稱。在1958年，經由公開命名比賽，饒宗頤教授選出「康寧堂」作為舍堂的中文名稱，同時也確立了舍堂舍徽。饒宗頤教授在2015年寫下「康寧堂」字畫送贈予康寧堂。
在1961年，康寧堂是香港大學人數最多的宿舍，佔學生人數五分之一，定期舉辦高桌晚宴、週年舞會等活動，堂內盛行橋牌。 當時堂址已遷到舊學生會大樓3樓，與根德公爵夫人堂為鄰(根德公爵夫人堂為女生非住宿堂，2011年關閉)
1982年，為了紀念成立30週年 ，康寧堂舉辦「中國戲曲一週」活動，包括多場戲曲表演及講座，門票對面向公眾公開發售。
1986年， 康寧堂搬遷到徐朗星文娛中心二樓。
2010年 ，受香港大學百週年校園擴建工程影響， 康寧堂搬遷到方樹泉文娛中心一樓，堂址沿用至今 。
2013年，康寧堂在陸佑堂舉行晚宴，慶祝康寧堂60週年。
2014年，康寧堂舊生會慈善基金有限公司成立。
2018年，康寧堂在陸佑堂舉行晚宴，慶祝康寧堂65週年。 
2023年，康寧堂在陸佑堂舉行晚宴，慶祝康寧堂70週年。
2024年12月15日，康寧堂參加了一年一度由香港遊艇會舉辦，世界帆商大會青年委員會母校盃帆船賽，是香港大學畢業生隊之一。

## 舍堂文化
康寧堂堂訓為：Artes Diversae In Uno Agmine ("All Arts But One Goal")。寓意來自不同系所的康寧學子能夠攜手並進，共同實現目標。
另外堂歌的題詞也常被用作堂訓："It's not with stone we build our hall, but with the united strength of all" ("堂非石建 眾志成城")
康寧堂讓學生自由參與，亦給予空間及資源讓學生發展不同項目。故歷年來康寧堂學生會曾自行舉辦康寧之夜等大型活動，以及國外及內地交流團 。

## 舍堂活動

### 高桌晚宴
康寧堂每年舉辦兩次高桌晚宴，邀請舊生及社會賢達作演講並和堂友交流。晚宴會以合唱Hall Song 及 dem cheer 作結。

### 升仙夜
堂友在加入康寧堂超過一年後，便可參與「升仙」。當晚喝下Hall Blood後，便可由新人成為大仙，近年通常與第二學期的高桌晚宴一同舉行。 

### 校友盃 (Alumni Cup)
康寧堂校友盃 (Hornell Hall Alumni Cup) 是由校友贊助的年度足球比賽，學生和校友們進行友誼賽，賽後舉行慶祝聚餐。

### 師友計劃
康寧堂是其中一間設有師友計劃的舍堂。 每位堂友都會根據各自的興趣領域被分配給一位校友。校友會擔任學生的導師，提供職業指導和方向。學生會及舊生會會經常舉辦師友計劃聚會，讓不同堂友和校友可以互相交流。 

### 勁過
學期完結前，學生會都會舉行勁過活動。堂友聚首一堂，切乳豬或寫揮春，祈求於即將到來的考試中奪取佳績。

### 文化及運動隊伍
康寧堂鼓勵堂友按照自己興趣發展興趣，所以隊伍並不限於聯舍比賽的項目，近年活躍的傳統項目包括足球、辯論、橋牌等，亦有較少見的項目如帆船、跑步、電競、保齡球等隊伍 。 

### 康寧之夜
康寧堂每年都會舉辦「康寧之夜」大型文藝活動，歷年來設有「青年劇場」、音樂表演等項目，校外人士都可購票參觀，近年已經停辦。  

## 著名舊生
- 郭慎墀  ——拔萃男書院第七任校長、香港學界體育聯會永遠名譽會長
- 周湛燊（英语：Chau Cham-son） ——香港賽馬會前副主席、前屋宇地政署署長、前建築拓展署署長、前香港童軍總監
- 周明權——香港考試及評核局前主席、香港工程師學會前會長
- 謝仕榮——友邦保險非執行主席
- 盧偉國——香港立法會議員、港區全國政協委員、香港工程師學會前會長
- 李焯芬——現任香港大學饒宗頤學術館館長、香港大學前副校長、珠海學院前校監和前校長
- 蕭若元——香港資深時事評論員，編劇、主持人
- 陳志超——現為西九文化區管理局董事局成員及建造業議會成員、渠務署前署長
- 畢華流——小說家、散文家、1996年世界大富翁大賽冠軍
- 薯伯伯 ——旅遊寫作人

## 外部連結
- 官方网站（英文）
- Hornell Hall Instagram Page